# John McCormack (ténor)
Pour les articles homonymes, voir John McCormack et McCormack.
John Francis McCormack (Athlone, le 14 juin 1884 - Dublin, le 16 septembre 1945) est un ténor irlandais renommé pour sa diction parfaite et sa maîtrise de la respiration qui a chanté pour l'opéra et dans la musique populaire. Une pièce de 10 euros est gravée à son effigie en 2014.

## Jeunesse
John Francis McCormack est né le 14 juin 1884 à Athlone, en Irlande, et est le quatrième des onze enfants d'Andrew et Hannah Watson, et fut baptisé le 23 juin en l'église Sainte-Marie d'Athlone. Ses parents travaillaient aux Athlone Woollen Mills. 
John suivit l'enseignement primaire chez les frères maristes à Athlone, puis alla au Summerhill College à Sligo. En 1903, il gagna la médaille d'or très convoitée du Feis Ceoil de Dublin, ce qui lui permit de véritablement commencer une carrière musicale. Avec James Joyce, qui était également ténor, il suit des leçons de chant avec Vicent O-Brien. John McCormack se maria avec Lily Foley en 1906 et le couple eut deux enfants, Cyril et Gwen.

## Carrière
Après un apprentissage auprès de  Vincenzo Sabbatini et du ténor Fernando De Lucia en Italie, il fait ses débuts en 1906 au Teatro Chiabrera, à Savone. En 1907, il fait sa première apparition majeure au Covent Garden dans Cavalleria rusticana de Mascagni, en Turiddu. En 1909, il chante plusieurs rôles au Teatro San Carlo de Naples (Rigoletto, Traviata, Don Giovanni) avant de débuter une carrière aux États-Unis, avec le soutien de Luisa Tetrazzini: il interprète le personnage d'Alfredo Germont dans La traviata de Verdi au Met à New York. En 1911, il fait une tournée en Australie. En 1912, il attire de plus en plus l'attention. 
La qualité de sa voix et son charisme en font un des plus grands ténors lyriques de son époque, avec des caractéristiques différentes de Caruso, qui le rapprochent davantage d'un Fernando De Lucia. Connu pour son contrôle de sa respiration, il pouvait chanter 64 notes en une seule respiration.
Au début des années 1910, sa popularité est  immense, notamment aux Etats-Unis. Il organise à New-York des concerts devant plusieurs milliers de personnes, notamment dans des hippodromes.
Il a enregistré de nombreux disques, le premier en 1904. Il a également régulièrement chanté à la radio et est apparu dans de nombreux films.

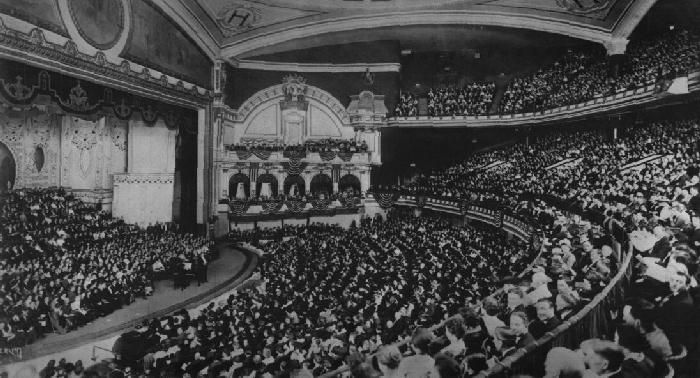
John McCormack in the 5000 seat New York Hippodrome c.1915-1916

En 1917, il a été naturalisé américain. En juin 1918, il a offert 11 000 $ pour aider l'effort de guerre aux États-Unis.
En 1928, il fut fait comte par le pape Pie XI, en récompense de ses nombreuses actions de charité.
Il était déjà chevalier de Malte et titulaire de trois des plus grandes décorations pontificales, chevalier de Saint-Sylvestre, de Saint-Grégoire-le-Grand et du Saint-Sépulcre. Il fut enfin camérier secret de cape et d'épée (aujourd'hui gentilhomme de Sa Sainteté).
Un des sommets de sa carrière fut son interprétation du Panis Angelicus de César Franck devant les milliers de personnes assemblées au Phoenix Park de Dublin à l'occasion du congrès eucharistique de 1932, dont la cérémonie de clôture est célébrée par Mgr Curley.
McCormack a terminé sa carrière au Royal Albert Hall à Londres en 1938. Malade, il a terminé sa vie dans une maison en bord de mer, Glena, Booterstown, Dublin. Il est enterré au cimetière de Deansgrange en banlieue sud de Dublin.

## Discographie
- Ballads of an Irish tenor, Regis, 2002
- The Mc Cormack Edition, Gramophone Company, 1924Statue de John McCormack Jardin d'Iveagh

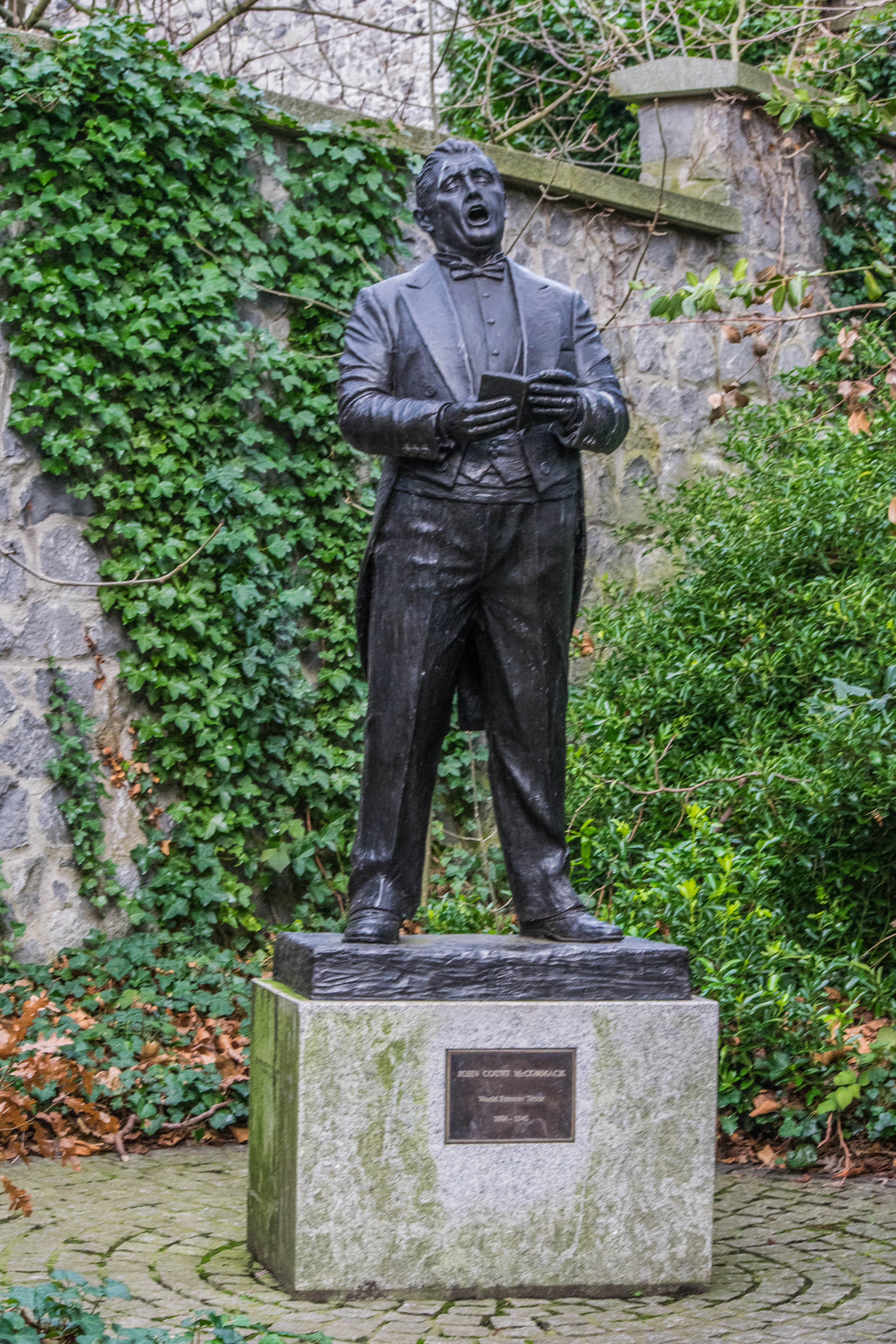
Statue de John McCormack Jardin d'Iveagh